# Manfredo da Sicília

Brasão de Armas de Manfredo da Sicília

Manfredo da Sicília, Rei da Sicília, (1231- 26 de Fevereiro de 1266), foi um filho ilegítimo do imperador Frederico II do Sacro Império Romano-Germânico e de Bianca Lancia, filha do conde Bonifácio Lancia. Manfredo foi regente do filho criança de Conrado, Conradino, e, depois de 1258, como Rei da Sicília, continuou (depois de tentativas iniciais de reconciliação) a luta de Frederico com o papa e foi igualmente colocado sob interdição papal.
Manfredo morreu na Batalha de Benevento de 1266 travada contra Carlos de Anjou, irmão do rei da França, a quem o papa tinha entregue o Reino da Sicília.

## Relações familiares
Foi filho ilegítimo do imperador Frederico II da Germânia (Jesi, Província de Ancona, 26 de Dezembro de 1194 — Castel Fiorentino, Apúlia, 13 de Dezembro de 1250), Imperador do Sacro Império Romano-Germânico e de Bianca Lancia, condessa de Lância. Casou por duas vezes, a primeira em 21 de Abril de 1247 com Beatriz de Saboia (1230 -?), filha de Amadeu IV de Saboia (1197 - 1253) de quem teve:
1. Constança de Hohenstaufen (1249 - 9 de Abril de 1302), foi princesa da Sicília e rainha de Aragão de 1275 até à sua morte. casou com Pedro III de Aragão e rei de Aragão e da Sicília.

Em 1258 casou com Helena do Epiro, filha de Miguel II do Epiro, de quem teve:
1. Frederico da Sicília (1259 - 1312), morreu na prisão;
2. Henrique da Sicília (1260 - 1318), morreu na prisão;
3. Flora da Sicília (1266 - 1297);
4. Beatriz da Sicília (1260 - 1307), esposa do marquês Manfredo IV de Saluzzo;
5. Enzio da Sicília.

Tanto filho Frederico, como o Henrique e o Enzio morreram na prisão. Segundo reza a história viveram uma prisão solitária e nunca sequer aprenderam a falar.